# Nesticus diaconui
Nesticus diaconui là một loài nhện trong họ Nesticidae.
Loài này thuộc chi Nesticus. Nesticus diaconui được miêu tả năm 1979 bởi Dumitrescu.